# Tetrastemma glandulidorsum
Tetrastemma glandulidorsum är en djurart som tillhör fylumet slemmaskar, och. Tetrastemma glandulidorsum ingår i släktet Tetrastemma och familjen Tetrastemmatidae. Inga underarter finns listade i Catalogue of Life.